# Ligny-le-Ribault
Ligny-le-Ribault é uma comuna francesa na região administrativa do Centro, no departamento Loiret. Estende-se por uma área de 60,76 km². Em 2010 a comuna tinha 1 254 habitantes (densidade: 20,6 hab./km²).